# Ardegão (Ponte de Lima)
Ardegão é uma povoação portuguesa do Município de Ponte de Lima que foi sede da extinta Freguesia de Ardegão, freguesia que tinha 3,02 km² de área e 233 habitantes (2011), e, por isso, uma densidade populacional de 77,2 hab/km².
A Freguesia de Ardegão foi extinta (agregada), pela última Reorganização administrativa do território das freguesias, de acordo com a Lei nº 11-A/2013 de 28 de Janeiro, tendo o seu território sido agregado ao das Freguesias de Freixo e de Mato para constituir a Freguesia de Ardegão, Freixo e Mato com sede em Freixo.

## População
| População da freguesia de Ardegão | População da freguesia de Ardegão | População da freguesia de Ardegão | População da freguesia de Ardegão | População da freguesia de Ardegão | População da freguesia de Ardegão | População da freguesia de Ardegão | População da freguesia de Ardegão | População da freguesia de Ardegão | População da freguesia de Ardegão | População da freguesia de Ardegão | População da freguesia de Ardegão | População da freguesia de Ardegão | População da freguesia de Ardegão | População da freguesia de Ardegão |
| --------------------------------- | --------------------------------- | --------------------------------- | --------------------------------- | --------------------------------- | --------------------------------- | --------------------------------- | --------------------------------- | --------------------------------- | --------------------------------- | --------------------------------- | --------------------------------- | --------------------------------- | --------------------------------- | --------------------------------- |
| 1864                              | 1878                              | 1890                              | 1900                              | 1911                              | 1920                              | 1930                              | 1940                              | 1950                              | 1960                              | 1970                              | 1981                              | 1991                              | 2001                              | 2011                              |
| 224                               | 216                               | 244                               | 261                               | 254                               | 281                               | 242                               | 270                               | 360                               | 308                               | 266                               | 237                               | 214                               | 236                               | 233                               |

| Distribuição da População por Grupos Etários | Distribuição da População por Grupos Etários | Distribuição da População por Grupos Etários | Distribuição da População por Grupos Etários | Distribuição da População por Grupos Etários | Distribuição da População por Grupos Etários | Distribuição da População por Grupos Etários | Distribuição da População por Grupos Etários | Distribuição da População por Grupos Etários | Distribuição da População por Grupos Etários |
| -------------------------------------------- | -------------------------------------------- | -------------------------------------------- | -------------------------------------------- | -------------------------------------------- | -------------------------------------------- | -------------------------------------------- | -------------------------------------------- | -------------------------------------------- | -------------------------------------------- |
| Ano                                          | 0-14 Anos                                    | 15-24 Anos                                   | 25-64 Anos                                   | > 65 Anos                                    |                                              | 0-14 Anos                                    | 15-24 Anos                                   | 25-64 Anos                                   | > 65 Anos                                    |
| 2001                                         | 47                                           | 27                                           | 121                                          | 41                                           |                                              | 19,9%                                        | 11,4%                                        | 51,3%                                        | 17,4%                                        |
| 2011                                         | 32                                           | 28                                           | 121                                          | 52                                           |                                              | 13,7%                                        | 12,0%                                        | 51,9%                                        | 22,3%                                        |